# Le Bon Plaisir (film)
Pour les articles homonymes, voir Le Bon Plaisir.
Pour plus de détails, voir Fiche technique et Distribution.
Le Bon Plaisir est un film français réalisé par Francis Girod, sorti en 1984.
Il s'agit d'une adaptation du roman homonyme de Françoise Giroud paru l'année précédente.

## Synopsis
L'homme ambitieux avec qui Claire Després a naguère eu une liaison est devenu président de la République française. Claire se fait voler son sac à main, dans lequel elle gardait une lettre envoyée par cet amant. La lecture de cette lettre pourrait faire comprendre à un tiers qu'un enfant est né de cette liaison.
Claire informe le Président de ce vol.
Sur instruction de celui-ci, le ministre de l'Intérieur va tout mettre en œuvre pour retrouver la lettre et empêcher que soit révélée l'existence de cet enfant illégitime. Il va notamment mettre Claire sur écoute.
Le voleur, Pierre, lit la lettre et en parle à un journaliste pour qui il a parfois travaillé comme traducteur.
Les investigations du journaliste lui indiquent que l'écriture manuscrite de cette lettre est celle du Président.

## Fiche technique
- Titre : Le Bon Plaisir
- Réalisation : Francis Girod, assisté de Régis Wargnier et d'Yvon Crenn
- Scénario : Françoise Giroud et Francis Girod d’après le roman Le Bon Plaisir (1983) de Françoise Giroud
- Production : Marin Karmitz
- Musique : Georges Delerue
- Photographie : Jean Penzer
- Montage : Geneviève Winding
- Pays de production :  France
- Format : Couleurs - 1,85:1 - son Mono - 35 mm
- Genre : comédie dramatique
- Durée : 100 minutes
- Date de sortie 
  - France: 18 janvier 1984

## Distribution
- Catherine Deneuve : Claire Després
- Michel Serrault : le ministre de l'Intérieur, « Pollux »
- Jean-Louis Trintignant : le président de la République, « Castor »
- Michel Auclair : Herbert
- Hippolyte Girardot : Pierre
- Claude Winter : la femme du président
- Matthew Pillsbury[1] : Mike Després
- Alexandra Stewart : Julie Hoffman
- Janine Darcey : Berthe
- Michel Berto : le mari de Berthe, cafetier
- Jacques Sereys : le secrétaire des Affaires étrangères
- Michel Boisrond : le Premier ministre
- Jacques Doniol-Valcroze : l'avocat
- Yvette Étiévant : la secrétaire du président
- Viviane Blassel : l'animatrice radio
- Jérôme Godefroy: le journaliste radio
- Maurice Horgues : le directeur de la radio
- Philippe Brizard : le maître d'hôtel du président
- Laurence Masliah : la jeune femme en avion
- Daniel Mesguich : la voix de l'amant de Claire
- Christine Ockrent : une journaliste au déjeuner de presse
- Régis Wargnier : un journaliste à l'aéroport
- Roger Cazes : le (vrai) directeur de chez Lipp

## Distinctions

### Nominations
- César 2085 :
  - Meilleur espoir masculin pour Hippolyte Girardot
  - Meilleure adaptation pour Francis Girod et Françoise Giroud

## Autour du film

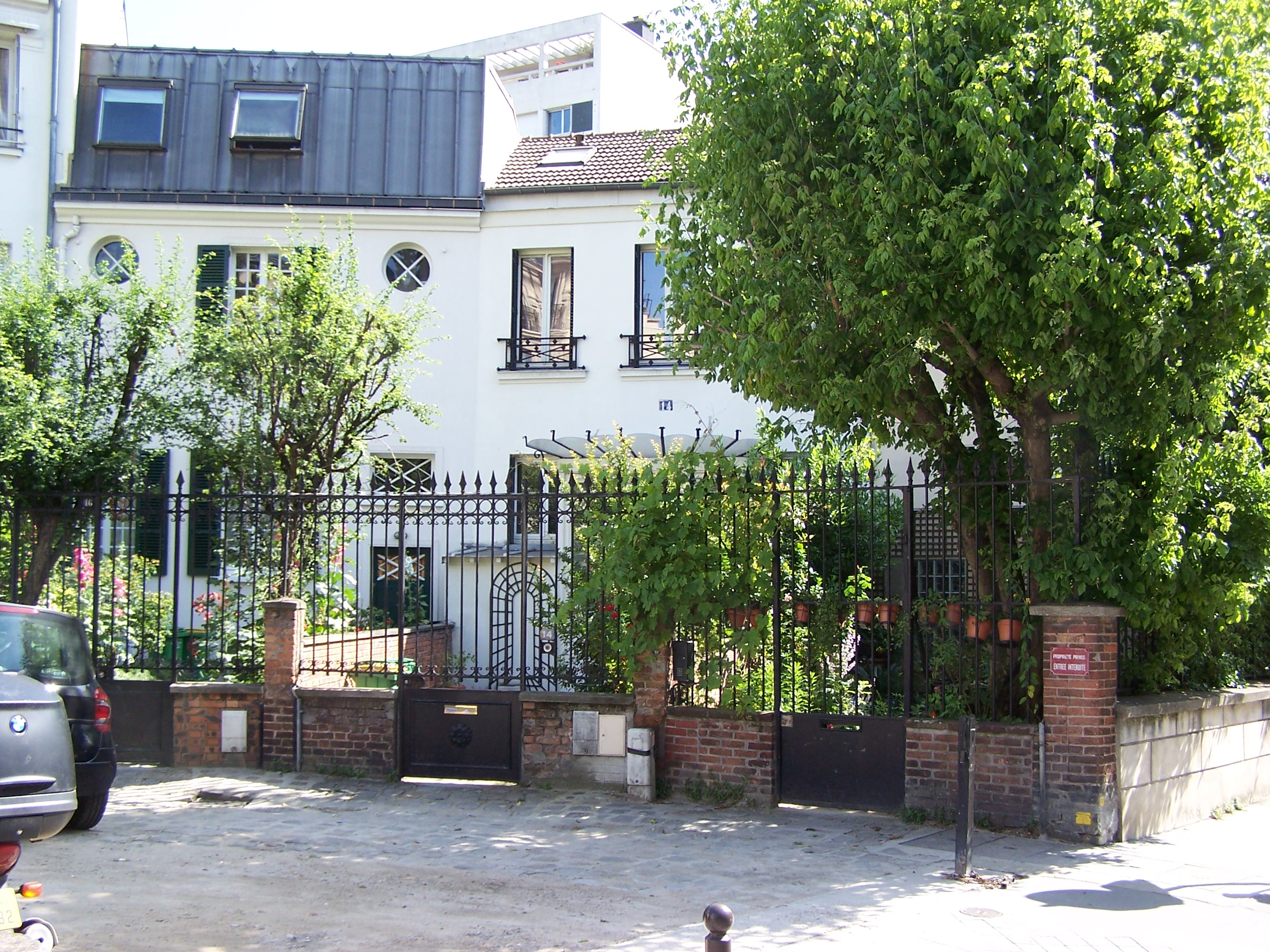
Vue de la maison du no 14 de la rue Hallé.

- Le film est produit par Marin Karmitz qui a acheté les droits d'adaptation du livre Le Bon PLaisir à sa belle-mère Françoise Giroud.
- Le film évoque, dix ans avant que le fait soit officiellement révélé, par un procédé de roman à clef, l'existence de l'enfant cachée, Mazarine, du président François Mitterrand. Le roman de Françoise Giroud, dont il est l'adaptation, avait d'ailleurs été publié aux éditions Mazarine, affiliées aux éditions Fayard. Cependant, Françoise Giroud n'a jamais voulu confirmer cette « clef », et la biographie de Françoise Giroud par Laure Adler remet en cause cette version : elle prétendra que ni la vie de François Mitterrand ni l'existence de Mazarine Pingeot n'ont inspiré cette histoire, qui relaterait plutôt une situation similaire vécue par un ministre du gouvernement de l'époque, restant inconnu à ce jour[2].
- Francis Girod souligne (dans le commentaire de l'édition DVD) que le président de la République d'alors lui permit d'utiliser véritablement des lieux de pouvoirs pour tourner certaines scènes.
- La maison de Claire est située sur une fictive place Jacques-Becker dans le 14e arrondissement de Paris, en hommage au cinéaste avec lequel Françoise Giroud travailla en tant que scénariste. En réalité, cette place n'a pas de nom, et la maison est située au 14 rue Hallé.
- Le président interrompt un déjeuner de presse entre des journalistes et le ministre de l’Intérieur et dit à ce dernier qu’il ne devrait pas fréquenter les chiens de la presse. Cette même expression des « chiens », sans toutefois citer  explicitement les journalistes, sera utilisée en 1993 par François Mitterrand, alors président de la République, lors des funérailles de Pierre Bérégovoy.